# Tutto matto/Sandy
Tutto matto/Sandy è un singolo di Lorella Cuccarini, pubblicato nel 1986.
Scritto da Sergio Bardotti e Pippo Caruso, era la sigla iniziale del varietà televisivo di Rai 1 Fantastico 7. Il disco fu un grande successo, raggiungendo la quarta posizione dei singoli più venduti e si aggiudicò anche un disco d'oro per le vendite..
Il lato B del disco contiene Sandy, scritta da Sergio Bardotti e Colucci, brano contenuto in Lorel, primo LP della soubrette.

## Tracce
Lato A
1. Tutto matto – 3:51 (Sergio Bardotti-Pippo Caruso)

Durata totale: 3:51
Lato B
1. Sandy – 3:59 (Sergio Bardotti-Colucci)

Durata totale: 3:59